# 明尼奧塔 (明尼蘇達州)
明尼奧塔（英語：Minneota）是一個位於美國明尼蘇達州萊昂縣的城市。

## 歷史
隨著鐵路沿綫的發展，明尼奧塔於1881年設立。此地得名「多水」的達科他語。

## 人口
根據2020年美國人口普查的數據，明尼奧塔的面積為3.76平方千米，皆為陸地。當地共有人口1366人，而人口密度為每平方千米363人。